# Fernando Fader
Fernando Fader, né le 11 avril 1882 à Bordeaux dans le département Gironde et décédé le 25 février 1935 à Loza Corral dans le département d'Ischilín dans la province de Córdoba en Argentine, est un peintre postimpressionniste argentin. 

## Biographie
Fernando Fader naît à Bordeaux en 1882. Son père, d'origine prussienne, s'installe avec sa famille en 1884 à Mendoza en Argentine. Le jeune Fernando termine ensuite sa scolarité en Allemagne. En 1898, il retourne à Mendoza où il commence sa carrière de peintre. En 1900, il s'installe à Munich. Après avoir suivi les cours d'une école de la ville, il est accepté au sein de l'académie des beaux-arts de la ville ou il a pour professeur le peintre Heinrich von Zügel.
En 1906, il rentre en Argentine et s'installe à Buenos Aires. Il expose pour la première au Costa Salon la même année et fonde, en compagnie des artistes Martín Malharro et Cesáreo Bernaldo de Quirós (en), le groupe Nexus, centré autour du postimpressionnisme. Il épouse Adela Guiñazú la même année. Le groupe organise en 1908 une exposition à la galerie Witcomb qui appartenait au photographe britannique Alexander Witcomb. 
Entre 1909 et 1913, il arrête sa carrière de peintre et travaille au sein de l'entreprise familiale, avant de faire faillite à la suite d'une catastrophe naturelle. Ruiné, il rentre à Buenos Aires et reprend sa carrière de peintre. En 1915, il remporte une médaille d'or lors de l'exposition universelle à San Francisco.
Malade de la tuberculose et en difficulté financière après la faillite de sa société, il s'exile dans la province de Córdoba. Il peint alors les paysages de la région, en jouant avec les contrastes que lui procurent la lumière et la solitude de ces espaces désertiques, comme la Pampa de Achala. En 1921, l'aggravation de sa maladie l'oblige à interrompre ces sessions de peinture en plein air. Il se concentre alors sur la réalisation de natures mortes, de nues et de portraits dans son atelier. Il meurt en 1935 dans sa maison située dans le petit hameau de Loza Corral dans le département d'Ischilín dans la province de Cordoba, qui a été depuis transformé en musée, le Museo Fernando Fader.
Ces œuvres sont notamment visibles ou conservées au musée national des Beaux-Arts de Buenos Aires, au Juan B. Castagnino Fine Arts Museum (en) de Rosario et à l'Evita Fine Arts Museum (en) et au Caraffa Fine Arts Museum (en) de Córdoba.

## Œuvres

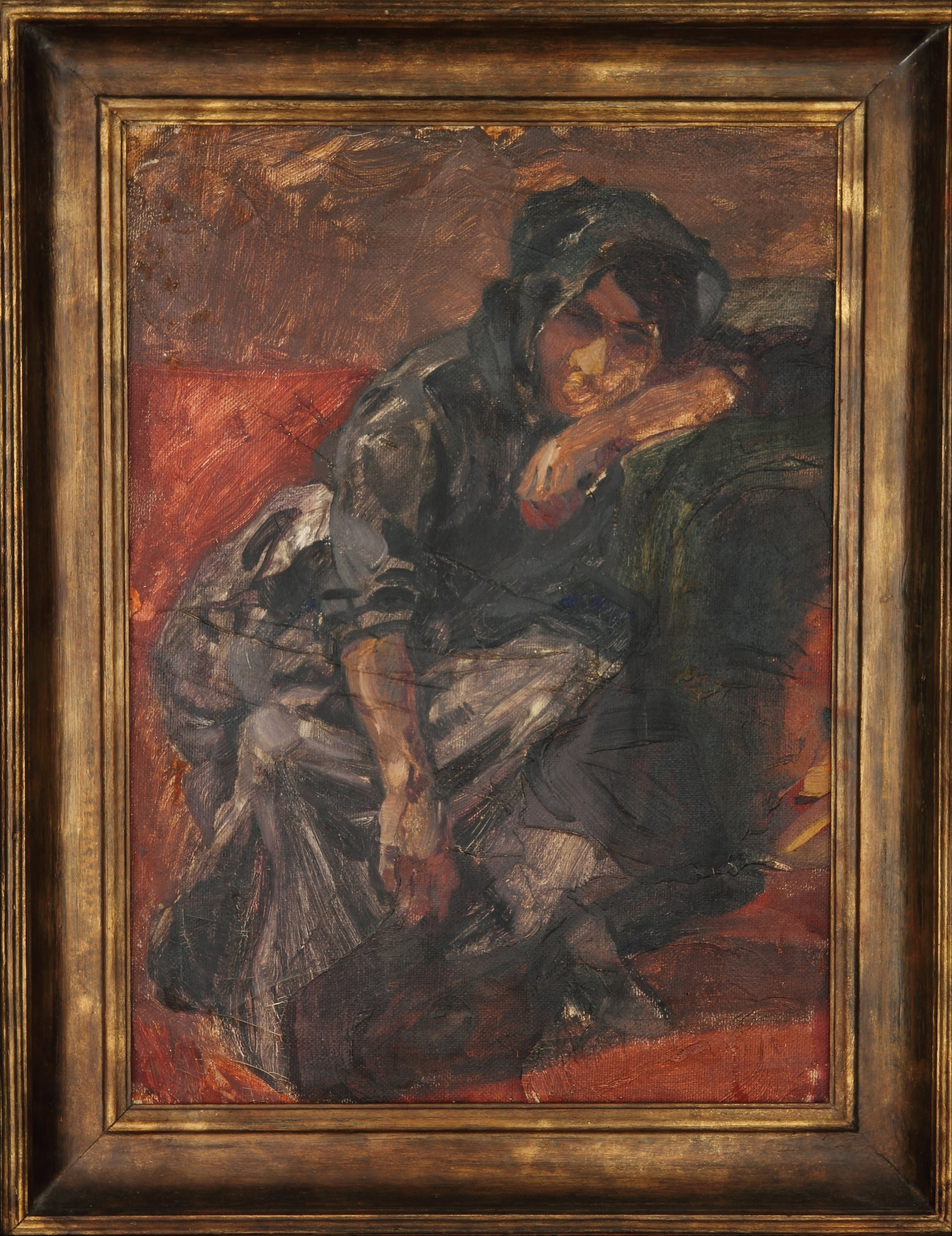
Estudio de mujer ó Retorno al hogar, sans date, Musée national des Beaux-Arts de Buenos Aires
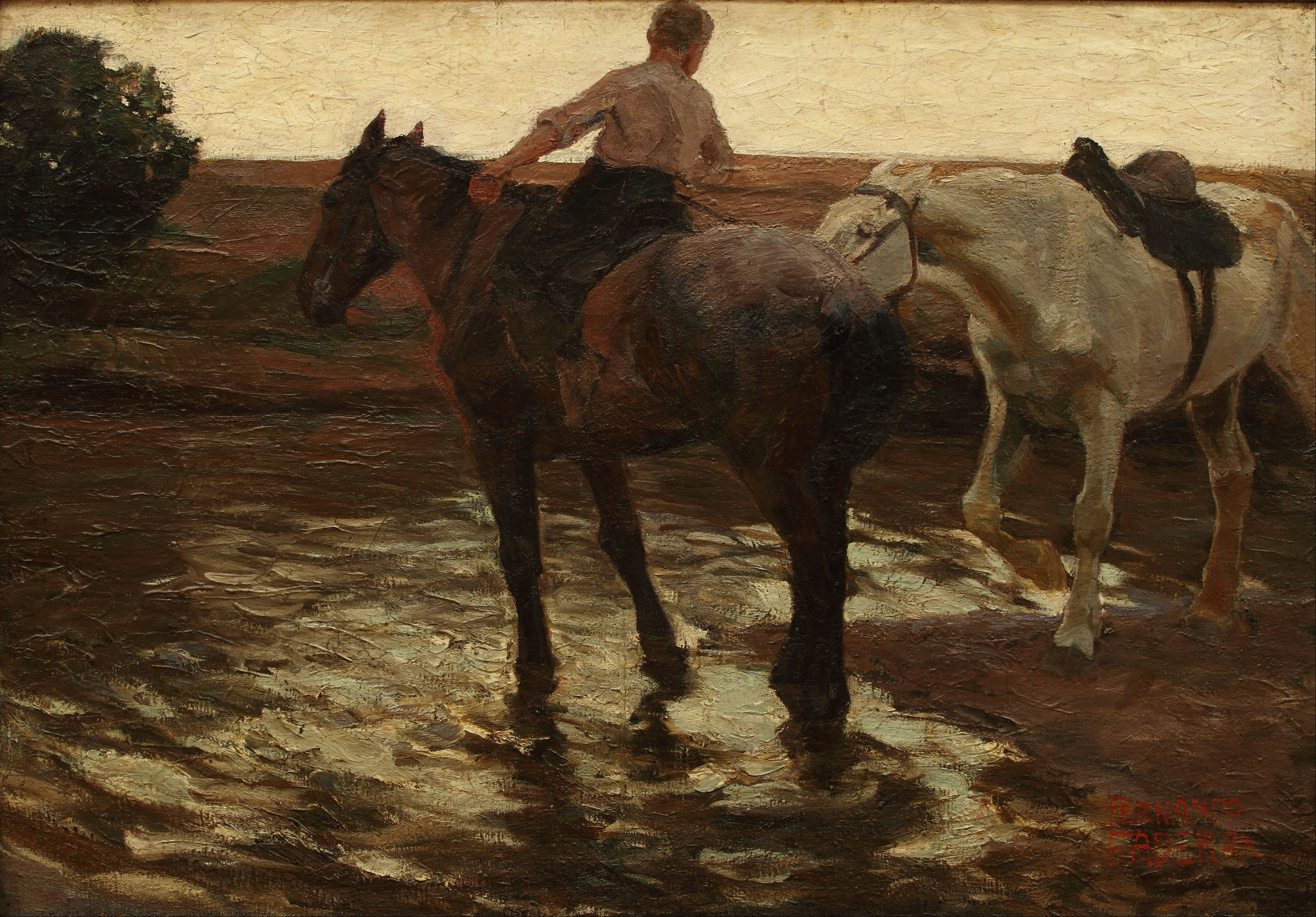
Horses, 1904, Musée national des Beaux-Arts de Buenos Aires
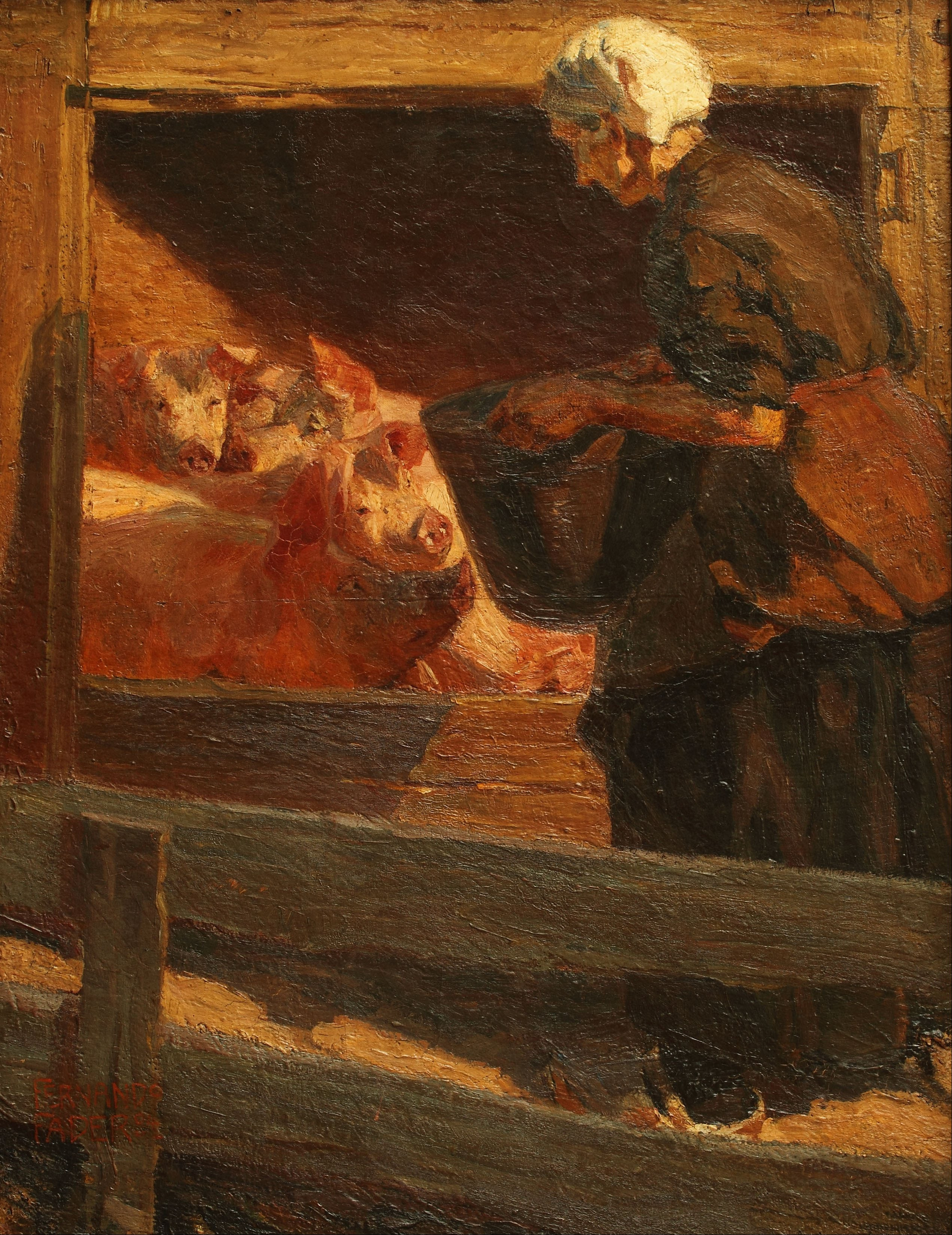
La Comida de los Cerdos, 1904, Musée national des Beaux-Arts de Buenos Aires
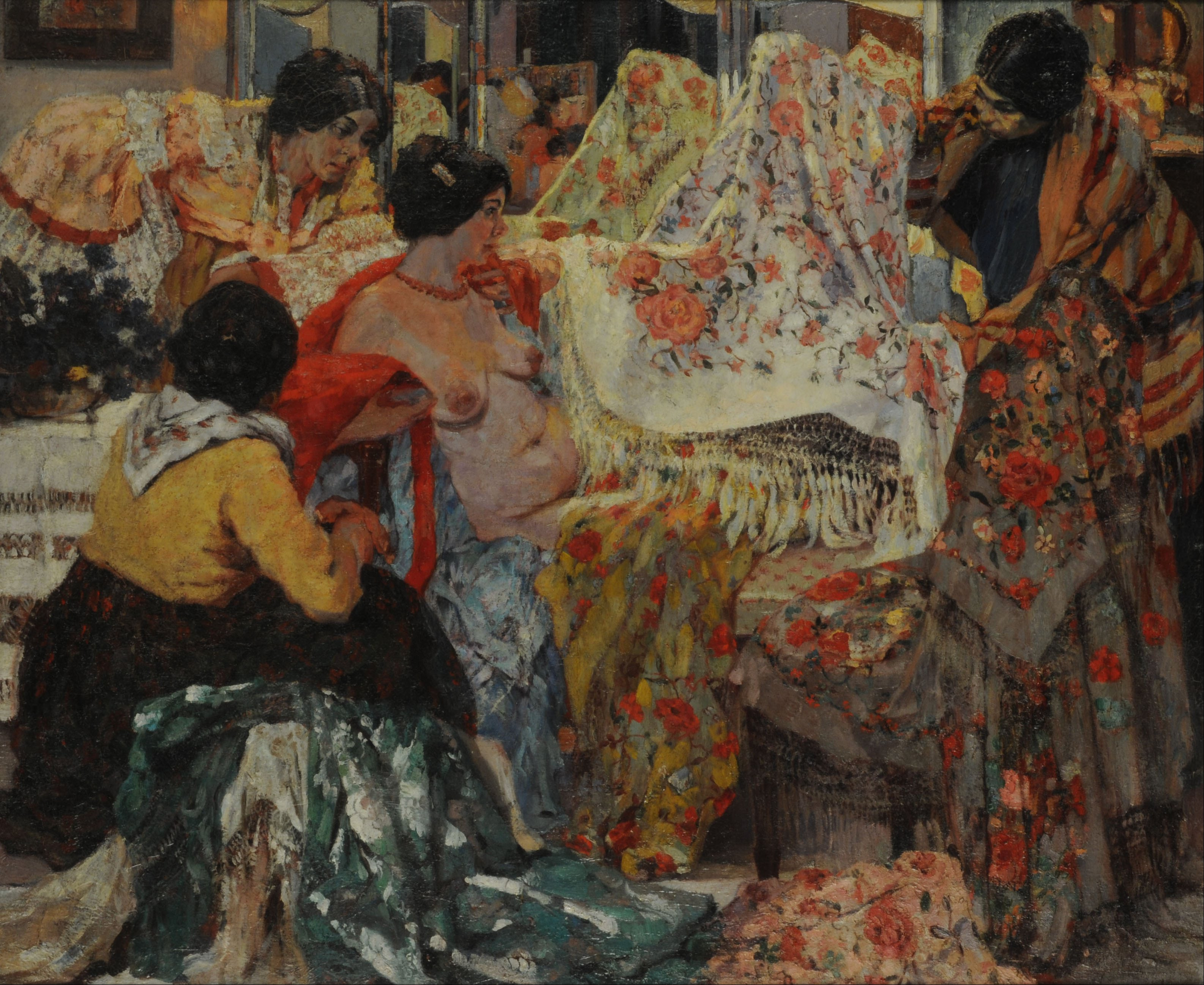
Los Mantones de Manila, 1914, Musée national des Beaux-Arts de Buenos Aires
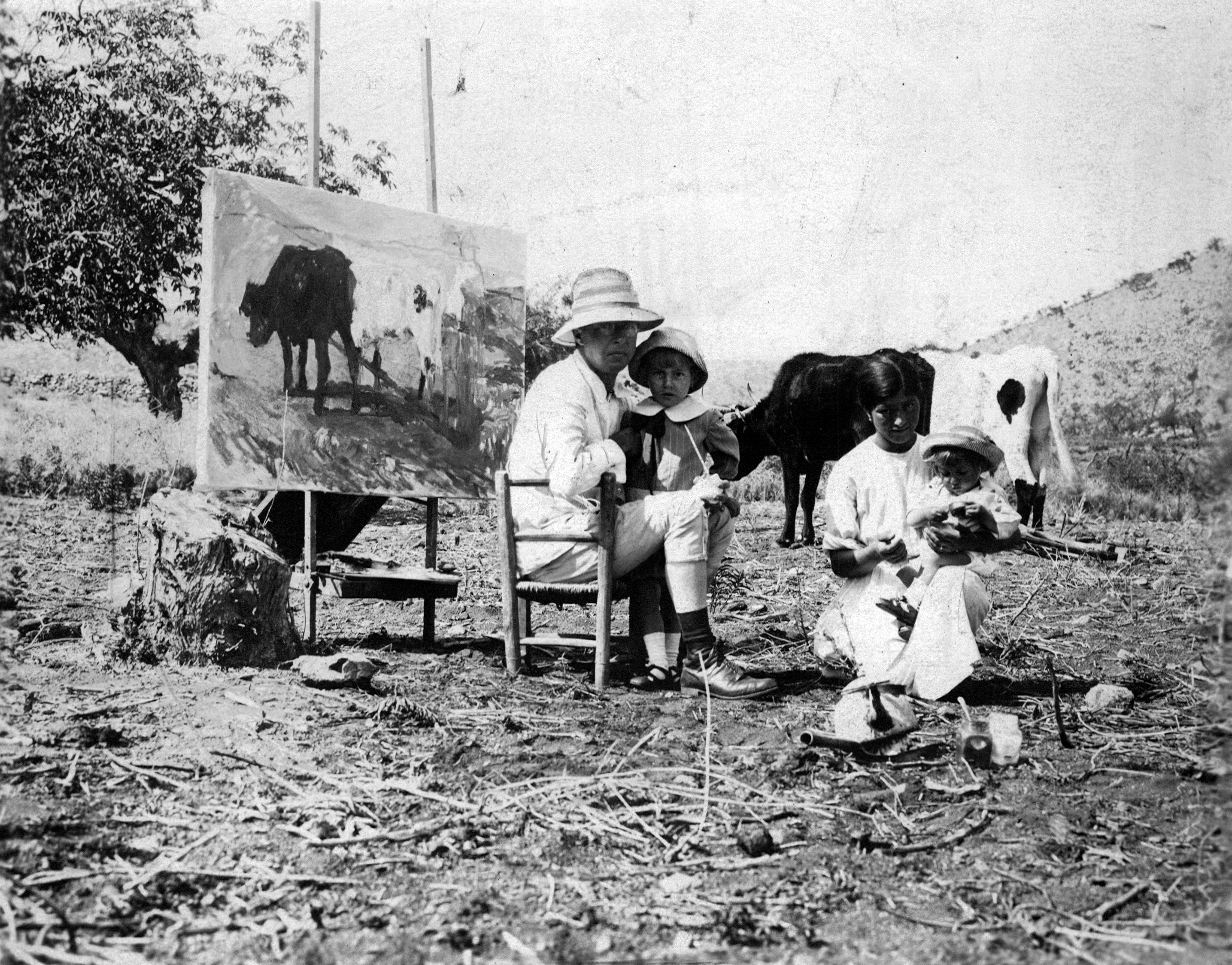
Fernando Faber au travail en plein air dans la province de Cordoba en 1917.
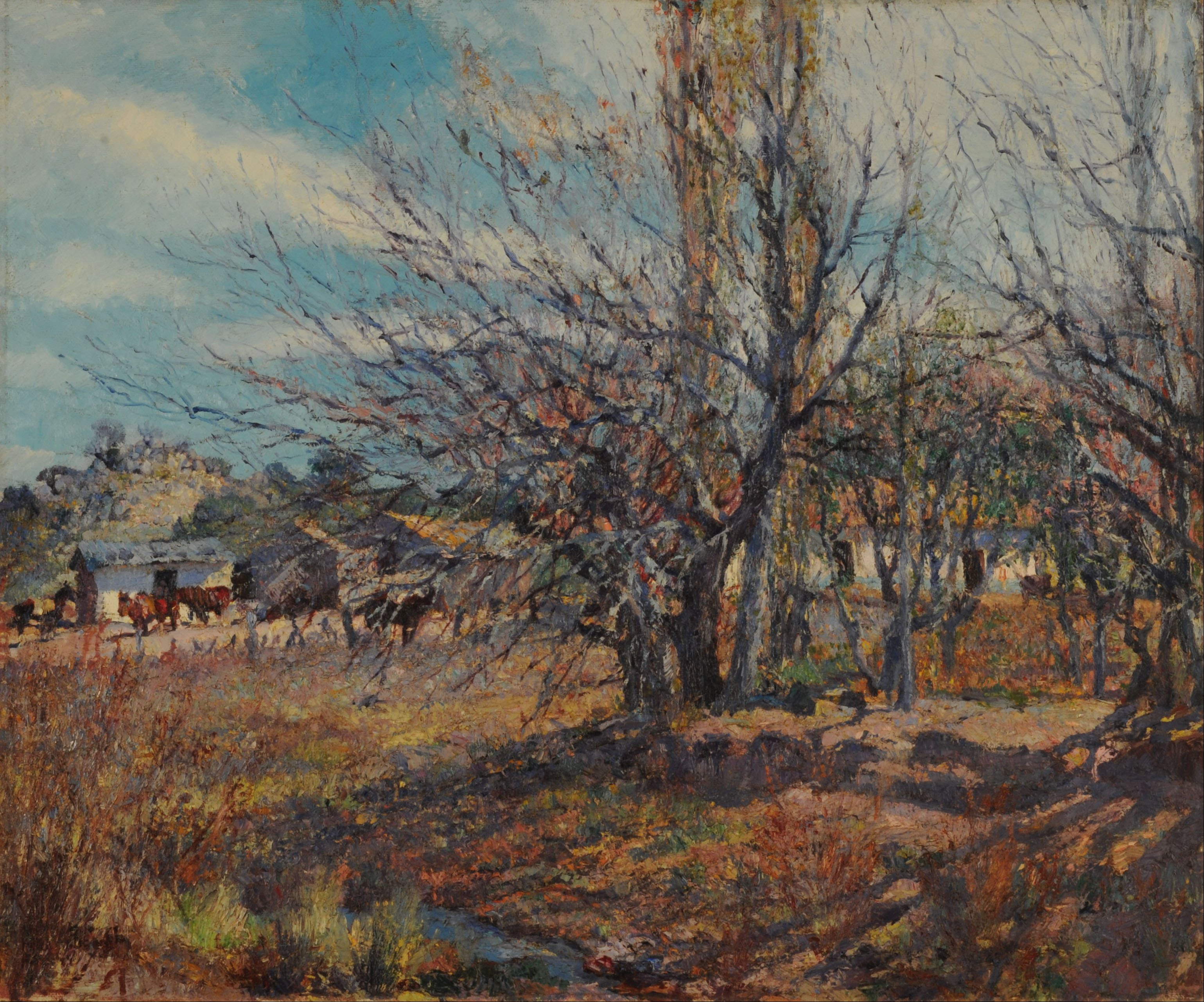
Fin de Invierno, 1918, Musée national des Beaux-Arts de Buenos Aires
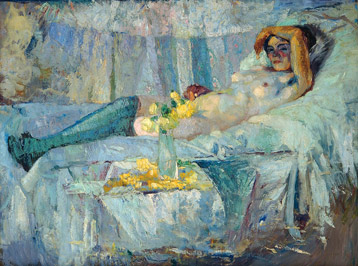
Desnudo, 1921, Juan B. Castagnino Fine Arts Museum (en)
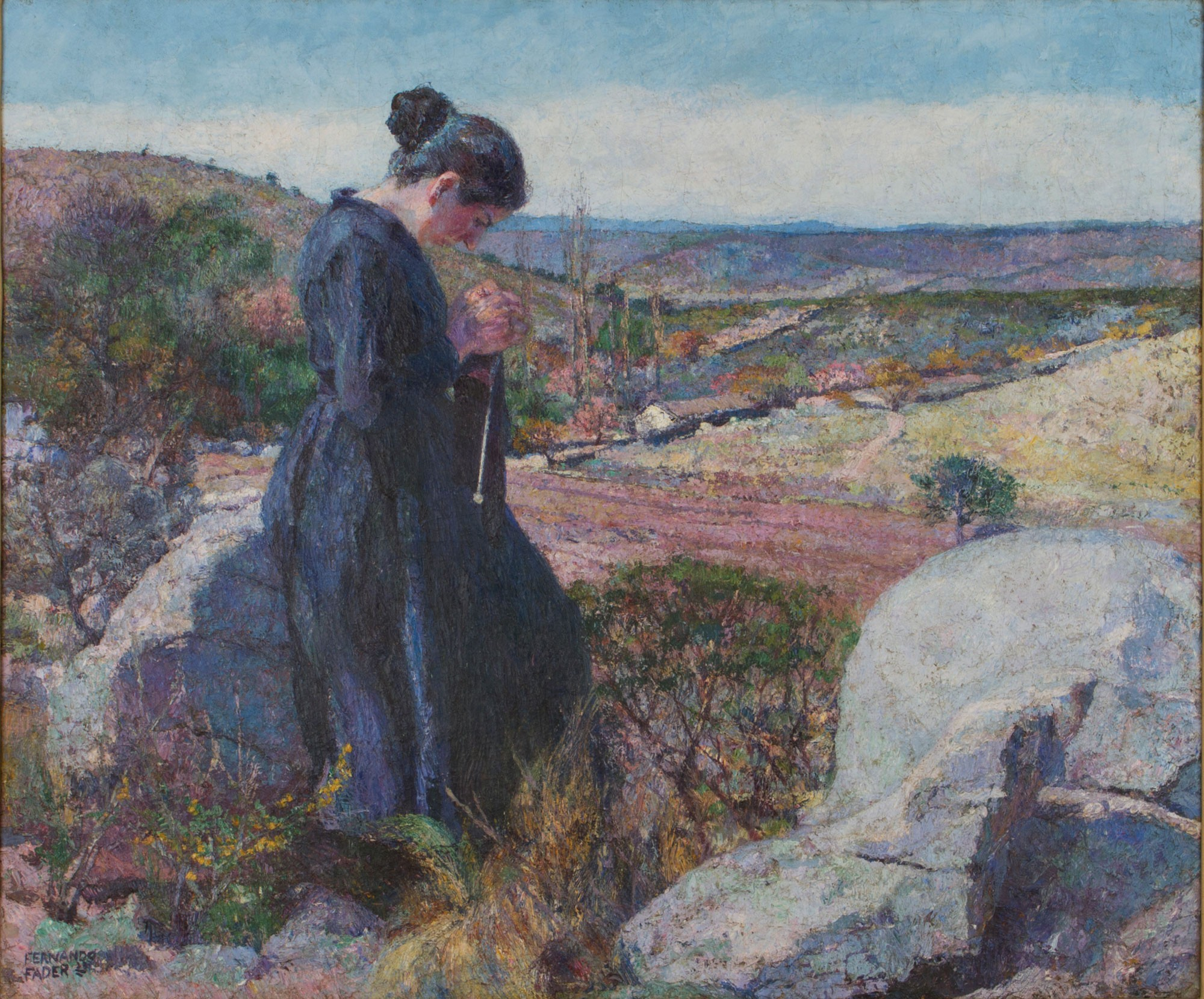
Al Solcito, 1922, Musée national des Beaux-Arts de Buenos Aires
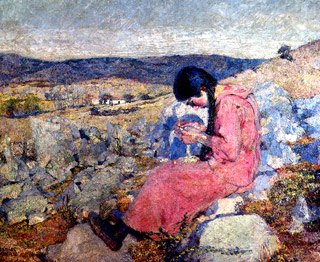
Mañana Tibia, 1923, Juan B. Castagnino Fine Arts Museum (en)
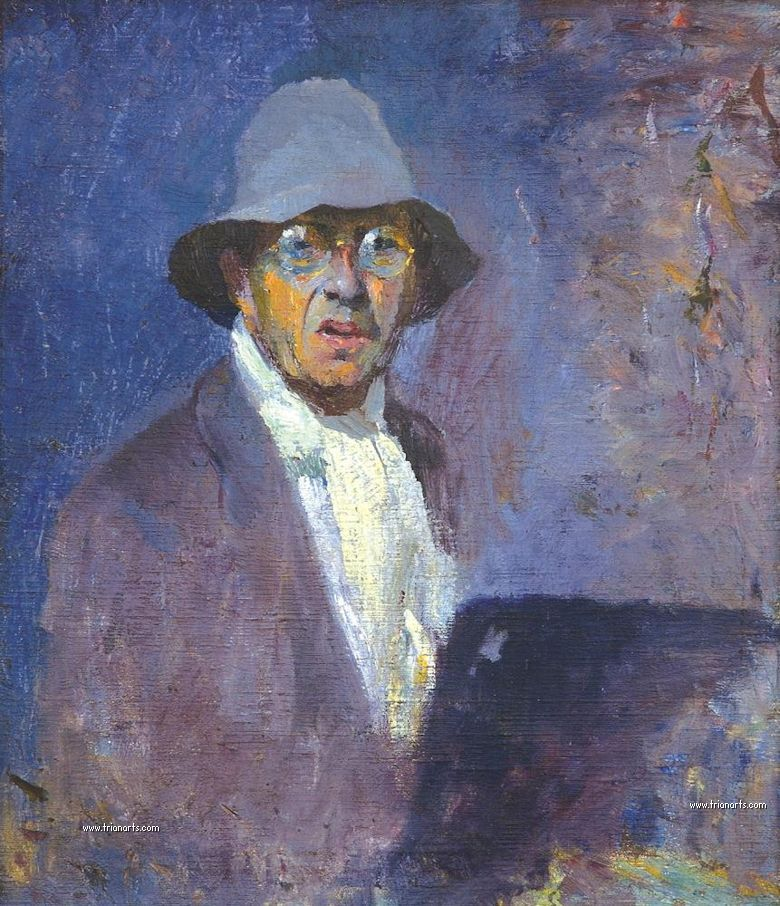
Autorretrato, 1925, Juan B. Castagnino Fine Arts Museum (en)
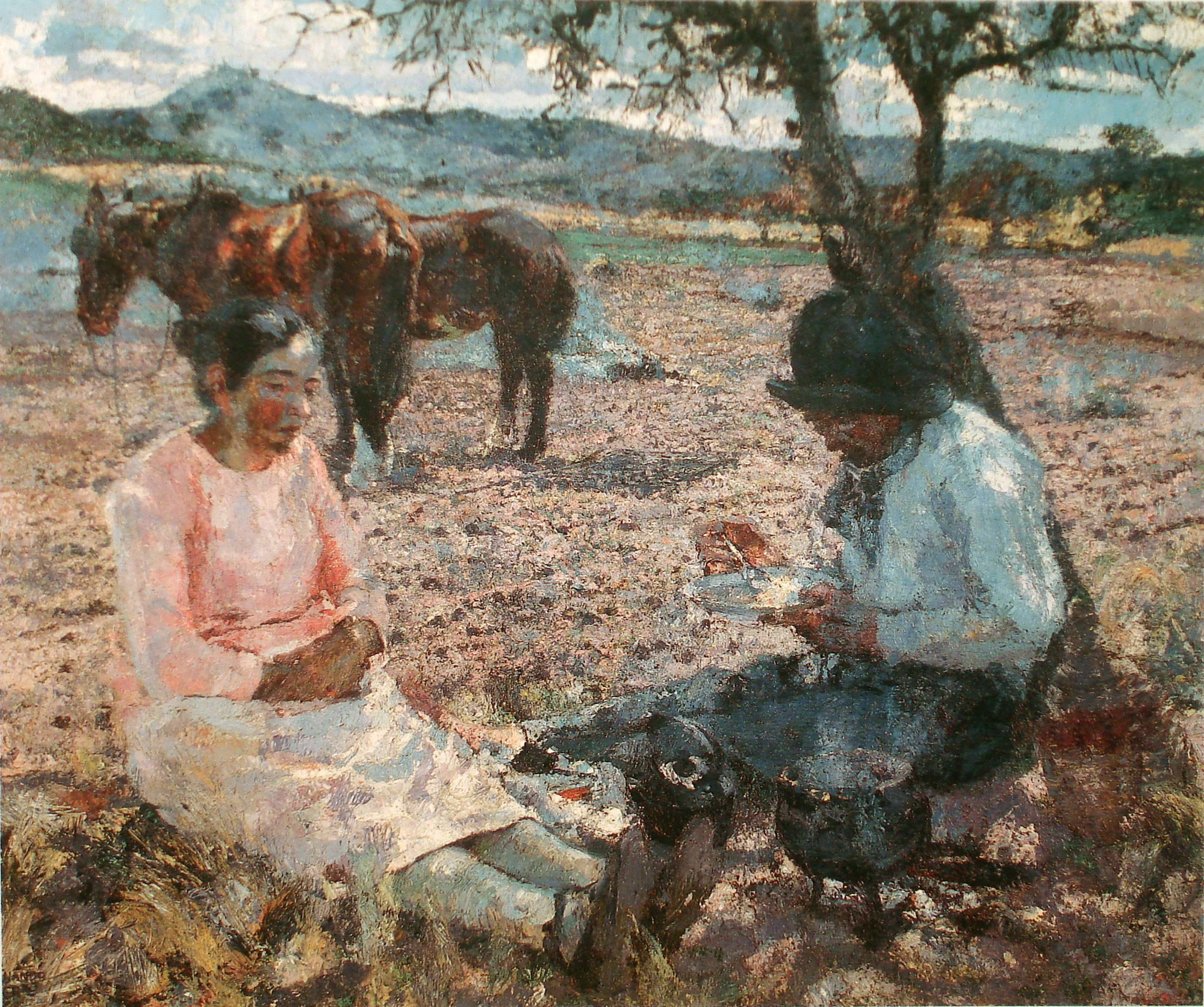
La mazamorra, 1927, Musée national des Beaux-Arts de Buenos Aires
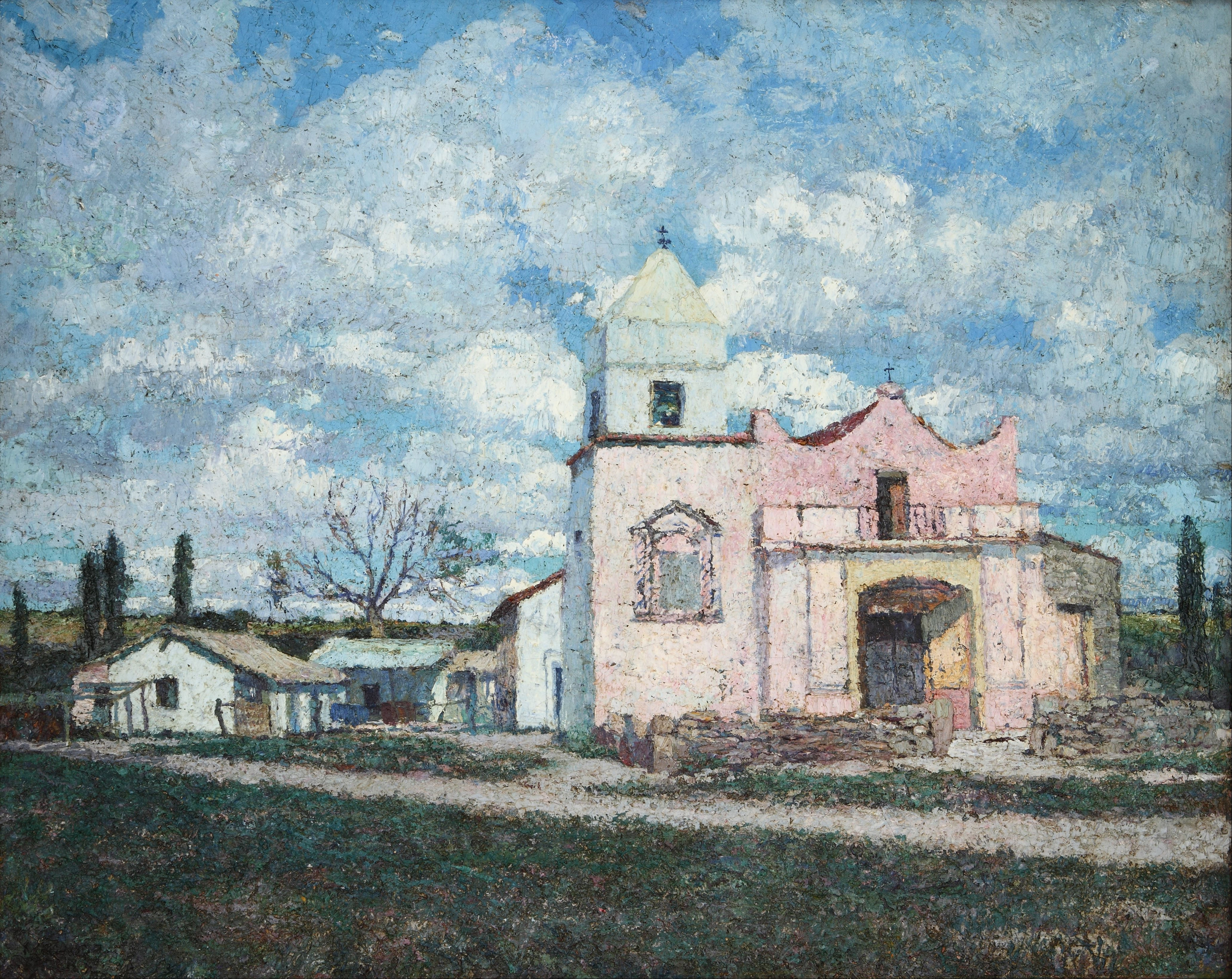
Pocho (Córdoba), 1930, Musée national des Beaux-Arts de Buenos Aires
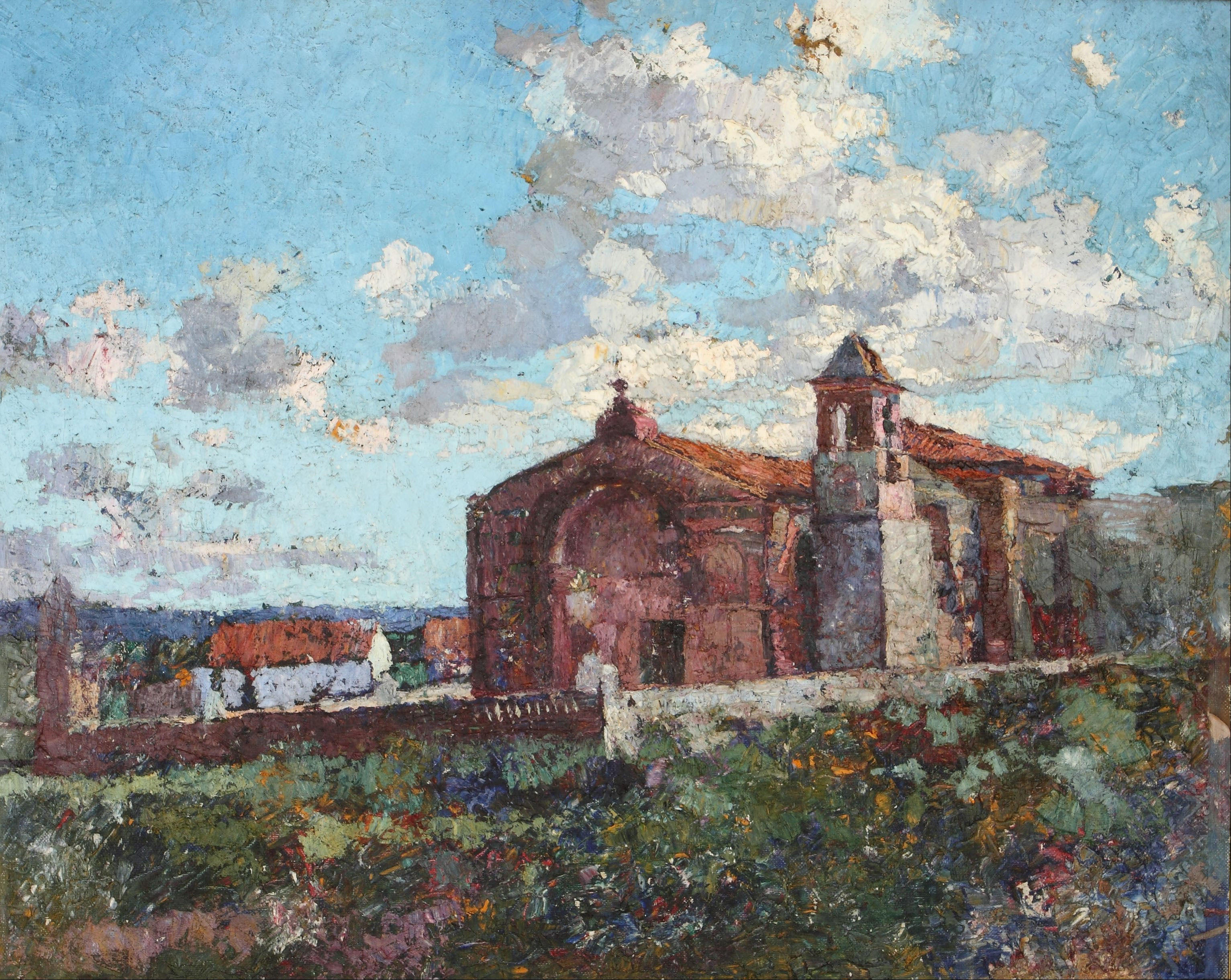
Capilla de Ischilín, 1930, Musée national des Beaux-Arts de Buenos Aires
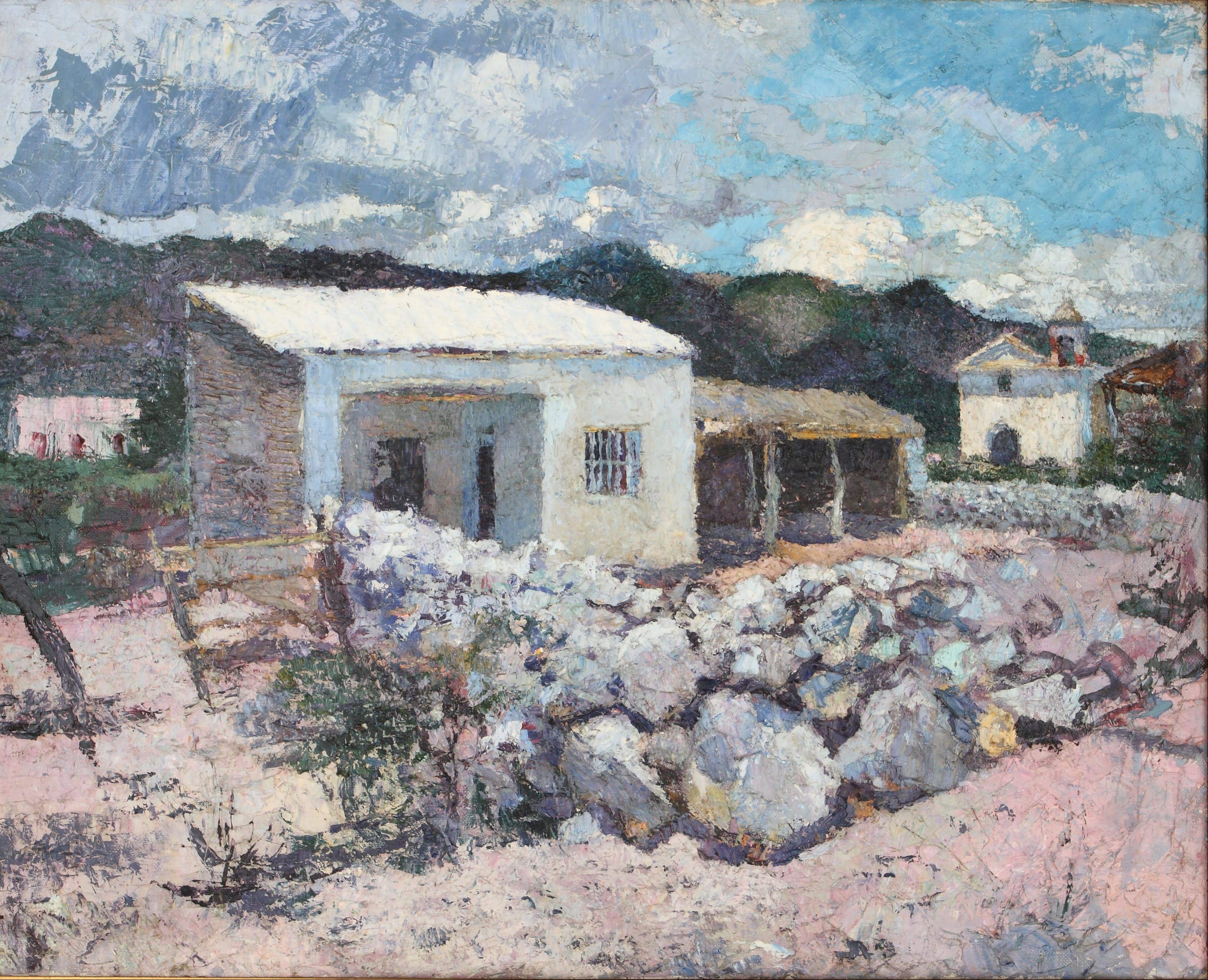
Las Playas de Guasapampa, vers 1930, Musée national des Beaux-Arts de Buenos Aires
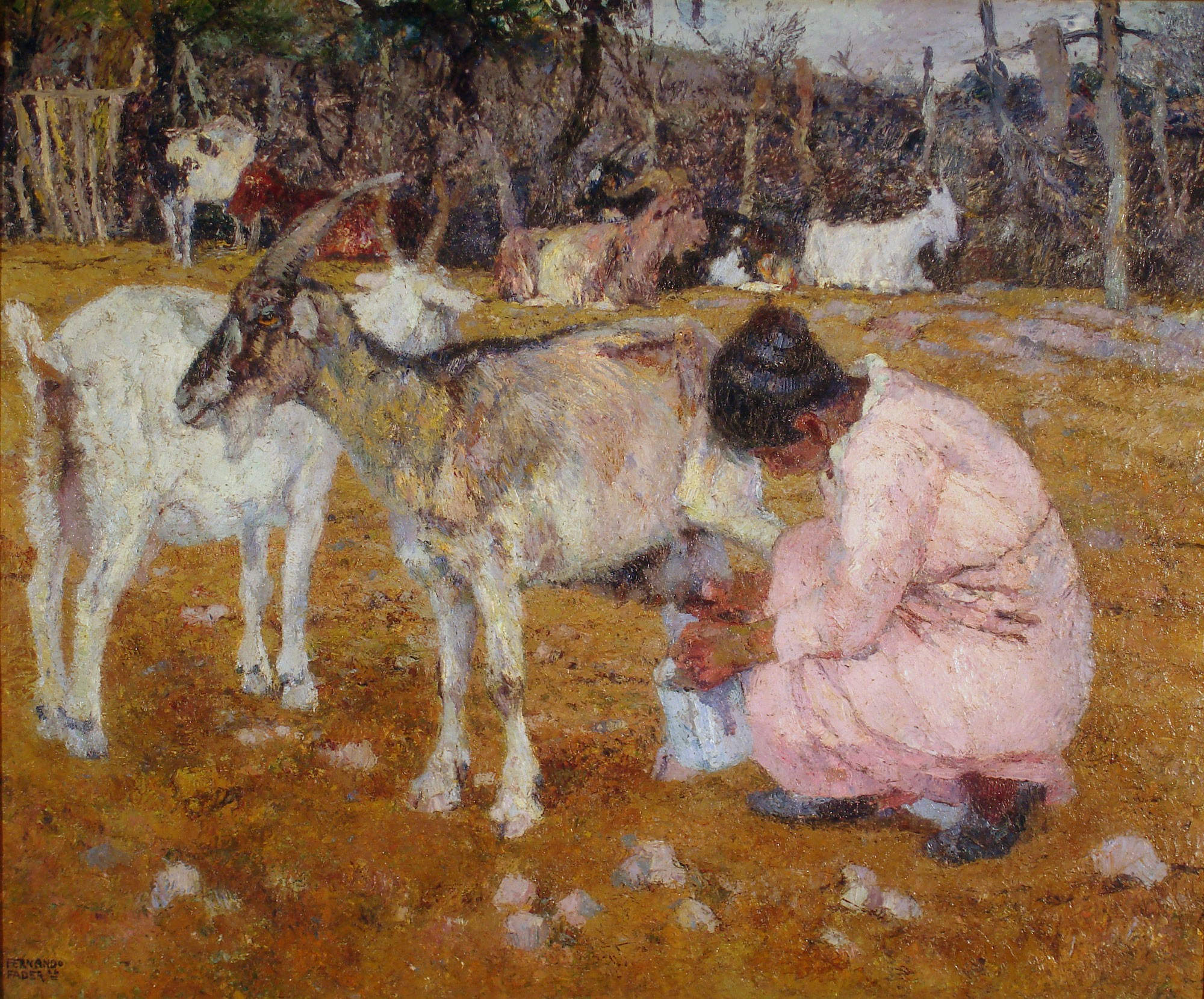
El corral de las cabras, 1926, Musée national des Beaux-Arts de Buenos Aires